# Simulium peregrinum
Simulium peregrinum es una especie de insecto del género Simulium, familia Simuliidae, orden Diptera.
Fue descrita científicamente por Mackerras & Mackerras, 1950.